# Country Walk
Country Walk és una concentració de població designada pel cens dels Estats Units a l'estat de Florida. Segons el cens del 2000 tenia 10.653 habitants.

## Demografia
Segons el cens del 2000, Country Walk tenia 10.653 habitants, 3.234 habitatges, i 2.820 famílies. La densitat de població era de 1.495,7 habitants per km².
Dels 3.234 habitatges en un 56,9% hi vivien nens de menys de 18 anys, en un 71,3% hi vivien parelles casades, en un 12,3% dones solteres, i en un 12,8% no eren unitats familiars. En el 9,7% dels habitatges hi vivien persones soles l'1,4% de les quals corresponia a persones de 65 anys o més que vivien soles. El nombre mitjà de persones vivint en cada habitatge era de 3,29 i el nombre mitjà de persones que vivien en cada família era de 3,51.
Per edats la població es repartia de la següent manera: un 32,7% tenia menys de 18 anys, un 6,7% entre 18 i 24, un 38,5% entre 25 i 44, un 17% de 45 a 60 i un 5% 65 anys o més.
L'edat mediana era de 32 anys. Per cada 100 dones de 18 o més anys hi havia 86 homes.
La renda mediana per habitatge era de 63.689 $ i la renda mediana per família de 66.250 $. Els homes tenien una renda mediana de 41.798 $ mentre que les dones 30.987 $. La renda per capita de la població era de 20.736 $. Entorn del 3,5% de les famílies i el 4,8% de la població estaven per davall del llindar de pobresa.

## Poblacions més properes
El següent diagrama mostra les poblacions més properes.